# Fundación para el Estado de Derecho
La Fundación para el Estado de Derecho (FEDe Colombia) es una organización no gubernamental colombiana, sin ánimo de lucro y sin afiliación política, con sede en Bogotá. Tiene como objetivos la defensa del Estado de derecho, la democracia liberal, las libertades individuales, la ciudadanía democrática y el gobierno constitucional en Colombia a través del litigio estratégico y la difusión de ideas.

## Historia
La Fundación fue creada en 2022 en la ciudad de Bogotá D.C., por un grupo personas con experiencia en en el sector público y privado en Colombia, entre los que se incluyen Laura Arboleda, Gustavo Bell, Gloria María Borrero, Andrés Caro, Fernando Carrillo, Sylvia Escovar, Elisabeth Ungar, Rafael Santos y Luis Guillermo Vélez, entre otros. Surgió con el propósito de responder a desafíos institucionales y fortalecer el marco constitucional colombiano mediante herramientas jurídicas e iniciativas de cultura democrática. Su director es Andrés Caro.
La organización nació con la intención de responder a los desafíos institucionales del país y fortalecer el marco constitucional a través de herramientas jurídicas y la promoción de una cultura democrática.

## Áreas de trabajo

### Litigio estratégico
FEDe Colombia impulsa acciones judiciales en temas como paz y seguridad, transparencia, acceso a la información, infraestructura, minería y energía, gestión territorial, medio ambiente, regímenes de excepción y libertades individuales.

### Difusión de ideas
Desarrolla iniciativas de formación, análisis y divulgación para fortalecer la cultura jurídica y democrática. Uno de sus proyectos más destacados es el Semáforo para el Estado de Derecho, un instrumento de análisis normativo respaldado por el National Endowment for Democracy (NED) para acompañar al Congreso de la República de Colombia y al Ejecutivo en decisiones legislativas y regulatorias.

## Litigios destacados
- En marzo de 2025, la Fundación interpuso una demanda ante el Consejo de Estado de Colombia para declarar nula la resolución 2717 de 2024 que ajustó la Unidad de Pago por Capitación (UPC) para 2025, argumentando que fue expedida «de manera irregular y con falsa motivación» y que ponía en riesgo la sostenibilidad del sistema de salud.[2]
- En junio de 2025, presentó una demanda de nulidad simple con solicitud de medida cautelar ante la Sección Quinta del Consejo de Estado contra el Decreto 639 de 2025, que convocaba una consulta popular mediante decreto, por considerarlo una extralimitación del poder ejecutivo, afectación a la separación de poderes y manipulación de la participación ciudadana.[3][4][5][6][7]

## Repercusiones institucionales
La demanda se enmarca en una controversia más amplia —la llamada Crisis institucional de Colombia de 2025— en la que diversos sectores jurídicos, políticos y organizaciones de la sociedad civil advirtieron que convocar una consulta popular por decreto representaba un riesgo para la democracia y la institucionalidad.